# Cgm 415
Der Codex germanicus monacensis 415, kurz Cgm 415, ist eine in Bayern entstandene spätmittelalterliche Sammelhandschrift aus der 1. Hälfte des 15. Jahrhunderts. Sie besteht aus Papier, umfasst 348 Blätter und wurde in einer zeittypischen Bastarda auf Mittelbairisch und Bairisch verfasst. Die 212–215 × 150 mm große Handschrift befindet sich in der Bayerischen Staatsbibliothek in München.
In Cgm 415 können aufgrund der beteiligten Schreiber zwei Teile, sogenannte Faszikel, ausgemacht werden: Der 1. Faszikel beinhaltet zwei Kochbücher, ein Weinbuch und ein Arzneibuch, im 2. Faszikel finden sich Rezepte zu den Themen Medizin, Chemie, Alchemie und Zauberei. Da sich im 1. Faszikel Notizen vom zweiten Schreiber befinden, wird vermutet, dass dieser der Besitzer dieses Teiles war und seinen Teil an das bereits vorhandene Material anfügte. Während sich die Mediävistik mittlerweile mit Interesse dem 1. Faszikel widmet und dieser dementsprechend gut untersucht ist, ist der 2. Faszikel bis heute gänzlich unerforscht. Der 1. Faszikel des Cgm 415 stellt die deutsche Übersetzung eines im Veneto im 13. Jahrhundert kompilierten umfangreichen lateinischen medizinisch-diätetischen Textkorpus dar.

## Überblick zum Inhalt
Der 1. Faszikel umfasst die Blätter 1r–278v und gliedert sich wie folgt:
- Bl. 1r–20v = Das púch von den chósten
- Bl. 20v–37r = Weinbuch
- Bl. 37v–98r = Kochbuch namens ain weizz gemùess oder ain weizz chost mach also
- Bl. 98r–278v = Arzneibuch

Der 2. Faszikel umfasst die Blätter 279r–348v.
Obwohl sich in der Fachwelt die Meinung durchgesetzt hat, dass der 1. Faszikel aus vier Traktaten besteht, waren das Weinbuch und das zweite Kochbuch eigentlich als ein gemeinsamer Teil behandelt worden. Das lässt sich daran erkennen, dass sie erstens nahtlos ineinander übergehen und zweitens das Arzneibuch als dritt puoch bezeichnet wird.
Charakteristisch für Cgm 415 ist die starke Verbindung von Kochkunst und Medizin. Der Beruf des Kochs und des Arztes waren im Mittelalter gar nicht so weit voneinander entfernt, da man der Nahrung eine große Rolle in der Führung einer gesunden Lebensweise zusprach (Diätetik). Lebensmittel wurden und werden zum Teil auch heute noch als Mittel zur Vorbeugung und Bekämpfung von Krankheiten eingesetzt. In diesen Zusammenhang fallen auch die in der Antike und im Mittelalter entstandenen Gesundheitslehren, die sogenannten Regimina sanitatis. Diese listen oft die sex res non naturales als Themenbereiche für Ursachen von Krankheit und Gesundheit:
1. aer (Luft)
2. cibus et potus (Essen und Trinken)
3. motus et quies (Bewegung und Ruhe)
4. somnus et vigilia (Schlafen und Wachen)
5. repletio et evacuatio (Füllung und Entleerung)
6. accidentia animi (Emotionen)

In mittelalterlichen Gesundheitslehren spielen ganz im Sinne der Diätetik cibus et potus die größte Rolle. Bezüglich der Ideen der Heilung konkurrierten zwei Prinzipien miteinander: das aus der Volksmedizin stammende similia similibus (mit Gleichem heilen) und das von Hippokrates geprägte contraria contrariis (mit Ungleichem heilen). Ein Beispiel für Ersteres wäre die Vermehrung des Blutes mit roten Speisen. Zweiteres fand dann vor allem in der Humorallehre Anwendung, in welcher der menschliche Körper als Zusammensetzung von vier Primärqualitäten (warm, kalt, nass, trocken) und vier damit zusammenhängenden Körpersäften (Blut, Schleim, gelbe Galle, schwarze Galle) verstanden wurde. Dieses Prinzip wurde auch Cgm 415 zu Grunde gelegt.

## Entstehung und Überlieferung
Bei Cgm 415 spiegelt sich ein Transferprozess wider, der sich zeitlich von der Spätantike bis zum Spätmittelalter und räumlich von der arabischen Welt über den Mittelmeerraum bis nach Süddeutschland erstreckt. Wie bereits erwähnt, stellt der 1. Faszikel der Handschrift die deutsche Übersetzung eines im Veneto, vermutlich in Venedig, im 13. Jahrhundert kompilierten lateinischen Textkorpus dar. Dieses jedoch ist wiederum selbst eine Übersetzung. Die Vorlagen der lateinischen Handschrift reichen von einer arabischen Pharmakopöe über ein griechisches landwirtschaftliches Lehrbuch bis zu italienischen Rezepten. Dass es nur eine Person war, die all diese Vorlagen zu einer lateinischen Handschrift kompilierte, zeigen neben der mehrfachen Nennung derselben Quellen und der durchgehenden Bedeutung der Diätetik auch die zahlreichen Querverweise in der Handschrift. An dieser Stelle muss gesagt werden, dass uns die lateinische Vorlage leider in ihrer ursprünglichen Form nicht überliefert ist und wir deswegen auf Rückschlüsse von der deutschen Handschrift angewiesen sind. Nicht zuletzt deshalb kommt der Sammelhandschrift Cgm 415 eine Schlüsselstellung in der Erforschung dieser Texte zu. Wer der Kompilator der lateinischen Vorlage war, lässt sich mit Hilfe des púch von den chósten eruieren, da hier gleich am Beginn ein gewisser Jamboninus von Cremona als lateinischer Übersetzer genannt wird. Der Kompilator der lateinischen Vorlage war demnach mit großer Wahrscheinlichkeit der italienische Arzt Zambonino da Gaza von Cremona. Neben der augenscheinlichen Namensähnlichkeit passt nämlich auch die Biographie Zamboninos zur Entstehungsgeschichte der Handschrift. Außerdem fehlt Cgm 415 ein für medizinisch-diätetische Handschriften normalerweise unverzichtbarer Teil: ein Regimen sanitatis. Der Umstand, dass Zambonino 1298 ein Gesundheitsregimen mit dem Titel Tractatus de conservatione sanitatis verfasst hat, könnte darauf hindeuten, dass dieses eigentlich noch ein Teil der Handschrift hätte werden sollen, es aber aus welchen Gründen auch immer nicht dazu kam. Die Quellen, die Zambonino in seinem Regimen sanitatis erwähnt, decken sich zum größten Teil mit den Quellen von Cgm 415, was die These von Zambonino als Kompilator der lateinischen Vorlage wiederum stützt.
Dass es die lateinische Handschrift von Italien, wo sie entstand, bis nach Süddeutschland schaffte, lässt sich mit den herrschaftlichen Beziehungen zwischen den beiden Ländern erklären. Die lateinische Vorlage gelangte in der 2. Hälfte des 14. Jahrhunderts/1. Hälfte des 15. Jahrhunderts ins Franziskanerkloster in München, wo die Herstellung der deutschen Fassung erfolgte. Der Übersetzungsprozess von der lateinischen Vorlage ins Deutsche fand also in klösterlichem Rahmen statt, wobei der Übersetzer einem Schreiber seine Version diktierte. Dies lässt sich damit beweisen, dass öfter Fehler im Text aufscheinen, die eindeutig auf eine Diktatsituation hindeuten: Das französische Wort für Agrest vertjus wird vom Schreiber nach Gehör als uertzu (Bl. 60r) wiedergegeben und der italienische Name Guido als Wido (Bl. 162v). Bei Cgm 415 handelt es sich mit Sicherheit um eine Originalübersetzung. Dies lässt sich an den zahlreichen Lücken, Ausstreichungen und Korrekturen erkennen. Mit großer Wahrscheinlichkeit handelt es sich nur um einen einzigen Übersetzer, da in allen vier Traktaten des 1. Faszikels dieselbe Übersetzungstechnik erkennbar ist. Die Beobachtung, dass zum Teil lateinische Termini an einer Stelle der Handschrift mit der richtigen deutschen Erklärung versehen werden, an anderer Stelle jedoch mit der falschen, gab Anlass zur Vermutung eines zweiten Übersetzers, was jedoch nicht bestätigt werden kann. Wer der deutsche Übersetzer von Cgm 415 ist, ist nicht bekannt.

## Daspúch von den chósten

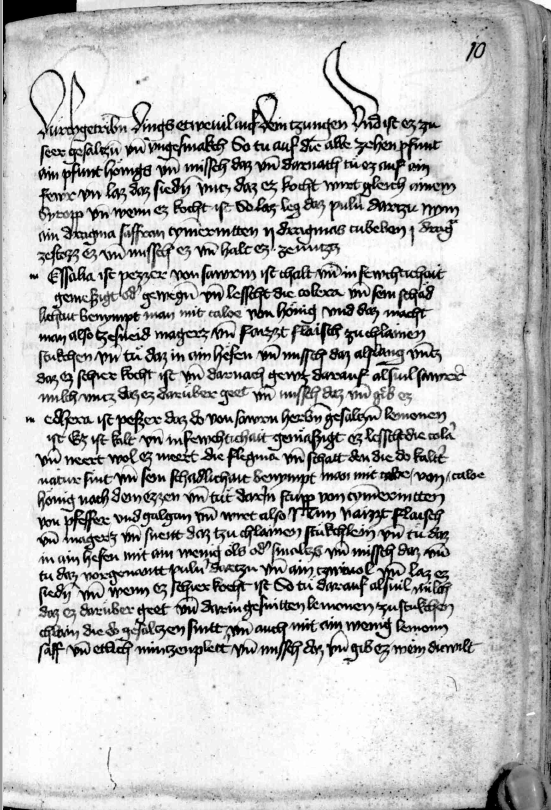
Bayerische Staatsbibliothek München, Cgm 415, fol.10r

Beim púch von den chósten handelt es sich um eine diätetische Kochrezeptsammlung, deren lateinische Vorlage der Liber de ferculis et condimentis des Jamboninus von Cremona war. Es ist die einzige uns überlieferte deutsche Version dieses Werks. Die Geschichte des púch von den chósten reicht bis in den arabischen Raum, da die Vorlage des Liber ferculis et condimentis eine im 11. Jahrhundert vom in Bagdad lebenden Arzt Ibn Ǧazla verfasste Pharmakopöe namens Minhāǧ al-bayān fīmā yasta֜ miluhū al-֙insān ist. Diese listet Nahrungs- und Heilmittel und Gerichte mit ihren jeweiligen Auswirkungen auf den menschlichen Körper und enthält über 100 Kochrezepttexte. Davon wurden im 13. Jahrhundert 83 von Jamboninus ins Lateinische übersetzt. Er behielt aufgrund der alphabetischen Reihenfolge die arabischen Rezeptnamen bei. Überliefert ist der Liber ferculis et condimentis nur teilweise in der Handschrift Paris, Bibliothèque nationale de France, latin 9328. Sein gesamter Inhalt erschließt sich uns einzig durch dessen deutsche Übersetzung in Cgm 415, die im 15. Jahrhundert von einem anonymen Übersetzer angefertigt wurde. Das Publikum der lateinischen Vorlage und der deutschen Übersetzung war ein anderes: Während die Leserschaft von Jamboninus eindeutig im Adel zu finden ist, wurde das púch von den chósten für den internen Klostergebrauch angefertigt. Die zahlreichen Erklärungen und Alternativen, die der deutsche Übersetzer seinen Rezipienten bei vielen Zutaten bietet, zeigen, dass das Kochbuch für Leute geschrieben wurde, die die exotischen arabischen Zutaten entweder nicht kannten oder sich nicht leisten konnten. Bei Jamboninus fehlen solche Erklärungen.
Der typische Aufbau eines Rezepts im púch von den chósten ist folgender: Es beginnt mit dem Namen des Gerichts, wobei der deutsche Übersetzer Jamboninus folgt und die arabischen Titel aufgrund der alphabetischen Reihenfolge beibehält. Danach folgt die humoralpathologische Klassifikation der Speise, wo ihr eine oder zwei der vier Primärqualitäten warm, kalt, nass und trocken zugeschrieben werden. Diese ergeben sich aus den Ingredienzien und der Zubereitungsart des Gerichts. Danach wird beschrieben, gegen welche Krankheiten die Speise hilft und was sie Positives bewirken kann. Außerdem werden mögliche Nebenwirkungen aufgezählt, die sogenannte schádlichhait, und welche zusätzlichen Ingredienzien diese neutralisieren können. Zu guter Letzt folgt die Beschreibung der Zubereitung des Gerichts. Diese Reihenfolge ist nicht immer ident, oft kommt gleich zu Beginn die Zubereitung und danach erst die Beschreibung der Wirkung der Speise, und manchmal fehlen einige Teile gänzlich.

## Das Weinbuch
Im Weinbuch von Cgm 415 finden sich Informationen zu unterschiedlichen Weinsorten, zur Weinlese, zur Qualitätsverbesserung von Wein, zur Essigherstellung, zur richtigen Lagerung von Wein und zum Kauf und zur Verwendung von Wein. Außerdem findet der Leser auch praktische Hinweise zur Herstellung von Wein. Das Weinbuch stellt die einzige deutsche Übersetzung des lateinischen De vindemiis Burgundios von Pisa dar. Dieser im 12. Jahrhundert in Byzanz entstandene Winzereitext stellt selbst wiederum eine Teilübersetzung des in griechischer Sprache verfassten umfangreichen landwirtschaftlichen Lehrbuchs Geoponica dar. In diesem finden sich in den Büchern IV–VIII Informationen rund um den Weinbau. Burgundio von Pisa exzerpierte Material aus den Büchern V–VII, wobei er auch einige Adaptionen durchführte, da zum Beispiel im 12. Jahrhundert statt den in der Antike genutzten Ton-Amphoren Holzfässer verwendet wurden. De vindemiis ist ausschließlich in Sammelhandschriften überliefert. Von diesen insgesamt 10 Überlieferungsträgern stammen drei aus dem 15. und sieben aus dem 14. Jahrhundert. Auffällig ist die häufige Kombination von De vindemiis mit dem landwirtschaftlichen Lehrbuch Opus agriculturae des Palladius, einem römischen Schriftsteller des 5. Jahrhunderts. Fünf der 10 Überlieferungsträger beinhalten sowohl Burgundio von Pisa als auch Palladius, bei einem sechsten trifft dies mit Einschränkungen zu, da hier nur Palladius-Exzerpte aufscheinen. Auch bei Cgm 415 finden sich neben der deutschen Übersetzung des De vindemiis Auszüge aus dem Opus agriculturae. Des Weiteren enthält das Weinbuch sieben Kapitel über die Behandlung von Weinfässern und verdorbenem Wein und sechs Rezepttexte namens von den weinn und iren künsten oder gemächten, von welchen jedoch die lateinische Vorlage unbekannt ist. Die Rezepttexte leiten zum 2. Kochbuch über.

## Kochbuch namensain weizz gemùess oder ain weizz chost mach also
Das 2. Kochbuch in Cgm 415 stellt eine Kompilation von italienischen, arabischen und griechischen Kochrezepttexten dar. Mit 191 Kochrezepttexten ist es die umfangreichste spätmittelalterliche Rezeptsammlung im süddeutschen Raum. Das Kochbuch wurde von Karin Schneider als „offenbar nach italienischer Vorlage“ klassifiziert. Ob sie sich damit auf den Inhalt oder die Sprache bezieht, ist unklar. Vermutlich trifft aber sogar beides zu. Inhaltlich wurden mittlerweile 16 Rezepttexte, also ungefähr 10 % der Sammlung, als eindeutig dem italienischen Raum zugehörig klassifiziert. Aufgrund von vier Möglichkeiten wurde die Zuordnung vorgenommen: Erstens werden in einigen Rezepttexten die Namen italienischer Städte genannt (Venedig, Padua und Verona), zweitens weisen gewisse Adjektive wie zum Beispiel walisch oder welsch auf den romanischen Raum hin, drittens finden sich in einigen Rezepten verballhornte italienische Begriffe (lasanien pletter (Bl. 97r) für Lasagne Blätter) und viertens lässt sich auch an korrekten italienischen Namen von Zutaten oder Gerichten die Zugehörigkeit festmachen. Es ist jedoch nicht auszuschließen, dass noch mehr Rezepte aus dem italienischen Raum stammen, da in vielen Rezepttexten, die keine der oben genannten vier Merkmale aufweisen und sich somit einer eindeutigen Zuordnung entziehen, italienische Zutaten erwähnt werden. Dies könnte auf eine Zugehörigkeit zur italienischen Küche hindeuten, ist aber aufgrund der geographischen Nähe von Norditalien und Süddeutschland und dem folglich bedingten kulturellen Austausch zwischen diesen Gebieten kein sicheres Indiz, da italienische Zutaten auch im deutschen Sprachraum bekannt waren und verwendet wurden. Möglich erscheint dennoch, dass der deutsche Übersetzer auch bei mehr als den genannten 16 Rezepttexten eine italienische Vorlage nutzte, wie das Beispiel des ersten Rezepttextes ain weizz gemùess oder ain weizz chost mach also zeigt: Ein Vergleich mit dem Libro della cucina del sec. XIV eines anonymen Verfassers ergab, dass in diesem bis auf ein paar Kleinigkeiten die Zubereitungsart dieses Gerichts, das hier den Namen blanmangieri trägt, mit jener in Cgm 415 übereinstimmt, weshalb anzunehmen ist, dass sich der deutsche Übersetzer beim ersten Rezepttext auf das Libro della cucina del sec. XIV stützte.
In Bezug auf die Sprache der Rezepttexte wird angenommen, dass die Originalsprache Italienisch war, jedoch eine lateinische Zwischenstufe existierte, die als Vorlage für die deutsche Übersetzung diente. Die Kasusendungen in Speisenamen wie paparoti veronenses (Bl. 79r–v) und ryfioli quadragesimales (Bl. 82r–v) deuten eindeutig auf eine lateinische Zwischenstufe hin. Somit vollzog sich der Übersetzungsprozess vom Italienischen über das Lateinische bis hin zum Deutschen. Dies deckt sich auch mit der Vorstellung von Zambonino da Gaza von Cremona als Kompilator der lateinischen Vorlage beziehungsweise des gesamten 1. Faszikels.
Die für die lateinische Kompilation genutzte italienische Vorlage, von der auch Karin Schneider spricht, ist nicht bekannt. Die Vermutung des Libro de arte coquinaria von Martino da Como als Vorlage konnte in einem genauen Vergleich der Rezepte nicht bestätigt werden, da die Zubereitungsarten der Gerichte nicht jenen in Cgm 415 entsprechen. Auch ein Vergleich mit anderen italienischen Kochbüchern führte immer zum selben Ergebnis.

## Das Arzneibuch
Beim Arzneibuch von Cgm 415 handelt es sich um eine Auflistung von rund 300 Heilmitteln, von welchen 200 aus der Pflanzenwelt stammen, 30 aus der Tierwelt (inklusive Heilmittel vom Menschen) und 40 aus der Welt der Mineralien und Steine. Des Weiteren werden auch einige Flüssigkeiten gelistet. Das Arzneibuch ist nicht ganz überliefert, da die Liste beim Buchstaben L abbricht. Wäre es vollständig, würde es sich vielleicht um das größte deutschsprachige Drogenkompendium handeln. Die Übersetzung des Arzneibuchs erfolgte wie auch bei den anderen Traktaten von Cgm 415 von einer lateinischen Vorlage. Die Indexwörter der Liste wurden nicht ins Deutsche übersetzt, da ansonsten die alphabetische Reihenfolge durcheinandergewürfelt worden wäre. Stattdessen erfolgt stets nach dem lateinischen Indexwort dessen deutsche Übersetzung. Die lateinische Vorlage des Arzneibuchs ist nicht bekannt, weshalb die ursprüngliche Länge des Werks nur abgeschätzt werden kann. Eine Analyse der Gebrauchsspuren im Arzneibuch hat ergeben, dass besonders die allgemein bekannten Hausmittel, welche heimisch und somit leicht erhältlich waren, das Interesse der Rezipienten auf sich zogen. Die Quellennennungen im Arzneibuch entsprechen jenen im 2. Kochbuch und im Regimen sanitatis des Zambonino da Gaza von Cremona (Tractatus de conservatione sanitatis). Dies stützt wieder die These von Zambonino als Kompilator der lateinischen Vorlage des 1. Faszikels und unterstreicht den starken Zusammenhang zwischen den einzelnen Traktaten.

## 2. Faszikel

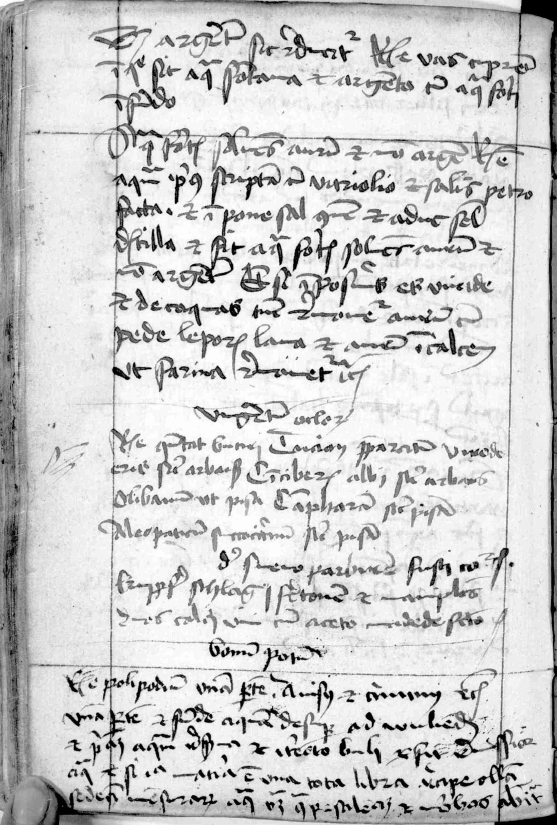
Bayerische Staatsbibliothek München, Cgm 415, fol. 201v

Der 2. Faszikel der Handschrift ist bis jetzt von der mediävistischen Forschung vernachlässigt worden. Das mag vielleicht auch daran liegen, dass es bis heute keine Edition des 2. Faszikels gibt, die Beschäftigung mit dem Original jedoch aufgrund der Unleserlichkeit der Schrift geradezu verunmöglicht wird. Während der Schreiber des 1. Faszikels eine klare und lesbare Handschrift hatte und die Beschäftigung mit diesem Teil daher kein Problem darstellt – auch wenn, so wie dies etwa beim Arzneibuch der Fall ist, keine Edition vorliegt – wäre beim 2. Faszikel eine Edition notwendig, um ihn der Forschung zugänglich zu machen.
Der 2. Faszikel beinhaltet eine Sammlung von medizinischen, chemischen und alchemistischen Haus- und Zauberrezepten. Die Sprache ist Deutsch und Latein. In der Sammlung finden sich unter anderem Krankheitsprognosen nach dem Stand des Mondes, Rezepte zur Farbherstellung (besonders in Bezug auf Gläser), Augenrezepte, Beschwörungsformeln und Gebete, Planeteneinflüsse und Eigenschaften der Tierkreiszeichen, Sternbilder und Goldmacherrezepte.